# 越前市島会館
越前市島会館（えちぜんししまかいかん）は、福井県越前市粟田部町第22号21番地の1にある建築物。
1936年（昭和11年）5月に実業家の嶋連太郎（島連太郎）によって建設された。粟田部町立花筐文庫（あわたべちょうりつかきょうぶんこ）、今立町立花筐文庫（いまだてちょうりつかきょうぶんこ）という名称で図書館として使用された。1983年（昭和58年）以後はコミュニティセンターとして使用され、2005年（平成17年）の越前市の発足とともに現在の名称となった。

## 歴史
東京で印刷会社の三秀舎を創業した実業家の嶋連太郎（島連太郎）は今立郡粟田部村出身である。1936年（昭和11年）5月、島は図書館の建物を建設して粟田部町に寄贈し、粟田部町立花筐文庫が開館した。粟田部町の規模を考えると、モダンな粟田部町立花筐文庫は画期的な建物だったとされる。1908年（明治41年）には福井県7番目の図書館として花筐図書館が設置されており、設置当初は公立図書館ではなく私立図書館だった。
粟田部町は1956年（昭和31年）に今立町に改称したため、粟田部町立花筐文庫から今立町立花筐文庫に改称した。1972年（昭和47年）9月には今立町福祉センターが開館し、センター内に今立町立花筐図書館分館が設置されたため、今立町立花筐図書館本館（粟田部島会館）は事実上の閉館となっている。
1983年（昭和58年）には新しい今立町立図書館が開館したため、花筐文庫は粟田部島会館および粟田部協議会に改称され、粟田部地区のコミュニティセンターや今立町役場の保管庫となった。この建物は十分な活用がなされないまま数十年を経ており、2005年（平成17年）に今立町と武生市が合併して越前市となると、月額33万円の賃借料が問題となった。越前市は寄贈者の名前をとって越前市島会館に改称している。

## 建築
設計は今藤工務店の今藤仁三郎。南側に鉄筋コンクリート造2階建ての書庫、北側に木造平屋建ての閲覧室があり、両者は渡り廊下で接続されている。西洋様式を取り入れた鉄筋コンクリート造の建築としては、福井県内で最初期に建設された建築物である。
白い壁面に縦長の窓が並び、また階段室から続く塔屋を備えている。北東角の階段室にはカーテンウォールが採用されており、縦長の窓や塔屋と合わせてモダンな印象を与えている。花筐公園の南側に位置し、福泉寺や粟生寺や善光寺や教順寺など、周囲には寺院が立ち並んでいる。
- RC造の書庫
- 木造の閲覧室